# Ilex nummularia
Ilex nummularia är en järneksväxtart som beskrevs av Reiss. Ilex nummularia ingår i släktet järnekar, och familjen järneksväxter. Inga underarter finns listade i Catalogue of Life.